# Ren Cancan
Ren Cancan (chiń. upr. 任灿灿; pinyin Rèn Càncàn; ur. 26 kwietnia 1988 w Jining) – chińska pięściarka, wicemistrzyni olimpijska, dwukrotna mistrzyni świata amatorek.
Występuje w kategorii do 51 kg. Zdobywczyni złotego medalu mistrzostw świata w 2010 na Barbadosie i 2012 roku w Qinhuangdao. Na igrzyskach olimpijskich w Londynie zdobyła srebrny medal w kategorii do 51 kg, cztery lata później w Rio de Janeiro wywalczyła brąz.